# Josh Gabriel
Josh Gabriel es un DJ y productor de música electrónica, más conocido por su dúo Gabriel & Dresden con Dave Dresden.

## Discografía

### Álbumes
- 1996 Mixman: Remixable Hip-Hop · House · Acid Jazz · Underground (álbum recopilatorio)
- 2008 Eight (álbum de estudio)
- 2011 Winter Kills

### Sencillos/EPs
- 2002 Wave 3
- 2005 Alive
- 2006 Tracking Treasure Down
- 2007 Summit
- 2008 Tone Program
- 2009 Rubber
- 2009 Wood
- 2009 Winter Kills - Deep Down
- 2009 Entropy
- 2010 Winter Kills - My Friend

### Remixes
- 2002 Andain - Summer Calling (Josh Gabriel Mix)
- 2003 Andain - Beautiful Things (Josh Gabriel Mix)
- 2004 RND() - Nova Santori (Josh Gabriel Mix)
- 2010 Layo & Bushwacka! - Let The Good Times Roll (Josh Gabriel Unauthorized Dub)
- 2008 Francis Preve - Caboose (Josh Gabriel Remix)
- 2008 Stel - New Life (Josh Gabriel Remix)
- 2009 Andain - Promises (Josh Gabriel Remix)
- 2009 Winter Kills - Deep Down (Josh Gabriel Remix)
- 2010 BT - Every Other Way (Josh Gabriel Remix)

### Coproducciones
- Andain - Summer Calling
- Andain - Beautiful Things
- Tiësto - Walking On Clouds
- Armin van Buuren - Zócalo
- Markus Schulz - Without You Near
- Armin Van Buuren - Take a Moment  Como Winter Kills (con Meredith Call)
- Ellen Meijers - Oddworld: Abe's Oddysee soundtrack (1997)